# Romila Thapar
Romila Thapar (30 november 1931) is een Indiaas historica en auteur die zich heeft toegelegd op de vroege geschiedenis van Zuid-Azië.

## Biografie
Thapar is in 1931 geboren in een gezin dat van oorsprong uit de Punjab komt. Ze behaalde haar eerste diploma aan Panjab University in Chandigarh en promoveerde in 1958 onder A.L. Basham aan de School of Oriental and African Studies binnen de Universiteit van Londen. Ze heeft vervolgens als hoogleraar Indiase oudheid aan Kurukshetra University en de Universiteit van Delhi gedoceerd, voordat Thapar zich in 1970 aan de Jawaharlal Nehru University verbond, waar ze in 1993 met emeritaat ging.

## Werken
- 1961: Asoka and the Decline of the Mauryas, Oxford University Press (OUP)
- 1966: A History of India: Volume 1, Penguin
- 1978: Ancient Indian Social History: Some Interpretations, Orient Blackswan
- 1985: From Lineage to State: Social Formations of the Mid-First Millennium B.C. in the Ganges Valley, OUP
- 1993: Interpreting Early India, OUP
- 2000: History and Beyond, OUP
- 2002: Early India: From Origins to AD 1300, Penguin
- 2002: Śakuntala: Texts, Readings, Histories, Anthem
- 2003: Cultural Pasts: Essays in Early Indian History, OUP
- 2005: Somanatha: The Many Voices of History, Verso
- 2006: India: Historical Beginnings and the Concept of the Aryan, National Book Trust